# Derris alborubra
Derris alborubra är en ärtväxtart som beskrevs av William Botting Hemsley. Derris alborubra ingår i släktet Derris och familjen ärtväxter. Inga underarter finns listade i Catalogue of Life.